# Hexaemeron (Basilio di Cesarea)
Hexaemeron è un'opera di san Basilio di Cesarea, scritta in greco antico probabilmente nel 378. 
Essa consiste in nove omelie relative ai sei giorni della creazione di Genesi 1,1-1,26.
Essa segue il genere iniziato dal De opificio mundi di Filone Alessandrino e da un'opera perduta di Aristobulo di Alessandria. 
L'Esamerone nacque come una serie di conferenze che egli tenne alla congregazione di Cesarea Marittima nel corso di tre giorni nell'anno 378 d.C.. L'uditorio era probabilmente costituito da un gruppo di cristiani di un livello culturale medio, in contrapposizione agli intellettuali cristiani o a un gruppo che egli avrebbe considerato spiritualmente avanzato.
Sant'Ambrogio ne trasse ispirazione per un'opera omonima.

## Tema e struttura
I sermoni sono un'interpretazione di una parte importante dell'Antico Testamento. 
Le nove omelie furono pronunciate in cinque giorni consecutivi durante la Quaresima, tenendo un sermone mattutino e uno serale in tutti i giorni tranne il terzo. Basilio mostra sensibilità nei confronti del suo pubblico cui chiede alla sera se abbiano apprezzato il sermone del mattino. 
La quinta sera annunciò i sermoni conclusivi sulla creazione dell'uomo per il giorno successivo, che, tuttavia, non sono sopravvissuti.
I sermoni fanno riferimento ai seguenti testi biblici:
1. In principio Dio creò i cieli e la terra (Genesi 1:1[6]);
2. Ma la terra era desolata e abbandonata. "Sia la luce" (Genesi  1, 2-5[7]);
3. "Sia il firmamento in mezzo alle acque per separare le acque dalle acque" (Genesi 1, 6-8[8]);
4. "Le acque che sono sotto il cielo, si raccolgano in un solo luogo e appaia l'asciutto" (Genesi 1,9-10[9]);
5. "La terra produca germogli, erbe che producono seme e alberi da frutto, che facciano sulla terra frutto con il seme, ciascuno secondo la sua specie" (Genesi 1,11-13[10]);
6. "Ci siano luci nel firmamento del cielo, per distinguere il giorno dalla notte; servano da segni per le stagioni, per i giorni e per gli anni 15 e servano da luci nel firmamento del cielo per illuminare la terra" (Genesi 1,14-19[11]);
7. Hexaemeron (traduzione Anton Stegmann): "Le acque generano i rettili con un'anima vivente secondo la loro specie...". (Genesi 1,20-23[12]);
8. Hexaemeron (traduzione Anton Stegmann): "La terra produca un'anima vivente secondo la sua specie, quadrupedi e striscianti...". (Genesi 1,24-25[13]);
9. continuazione di 8. e "Facciamo l'uomo nostra immagine, a nostra somiglianza...” (Genesi 1,26[14]).

## Contenuto e fonti
Basilio tratta una grande varietà di argomenti: la preesistenza della materia e l'eternità del mondo, il suo scopo, la contemplazione degli enti, la composizione dei quattro elementi, il moto degli astri, il comportamento delle creature terrestri, delle acque e dell'aria, ecc.
L'autore studiò presso le più famose scuole di filosofia dell'antichità a Costantinopoli e ad Atene e utilizzò il materiale didattico che vi aveva acquisito, dove si ritrovano tutti questi temi: in particolare, gli scritti di Platone, Aristotele, dello stoicismo e di Plotino (per l'uso del termine greco sympatheia.).
Nel farlo, fu piuttosto critico nei confronti dei contenuti tradizionali: 
(Omelia 3.3)
Per quanto riguarda le informazioni zoologiche contenute nelle opere di Basilio, mentre si è sempre pensato che queste provenissero dalla lettura delle opere di Aristotele, una recente rivalutazione ha sostenuto che Basilio ha attinto a una più ampia varietà di fonti e che la sua fonte principale era la Halieutica di Oppiano. Anche la genesi delle conoscenze astronomiche di Basilio è stata studiata e si è sostenuto che abbia avuto origine durante la sua giovinezza.
L'Esamerone di Basilio è la prima opera sopravvissuta dedicata esclusivamente al racconto della creazione, sebbene esistano discussioni precedenti all'interno di scritti teologici più completi. Basilio sposò un'interpretazione letterale: 
(Omelia 3.9)

### Omelie 1,2 e 3 - cosmogonia
Basilio svolge un'esegesi dei concetti importanti citati nelle righe iniziali: inizio, creazione, Dio, cielo, Terra, luce, sollevando importanti questioni già discusse da Aristotele, Plotino e altri pensatori.
Inoltre, offre ai suoi ascoltatori informazioni geografiche istruttive. 
Descrive i principali fiumi del mondo a lui noti, a partire dall'Indo nord-orientale, passando per il Baktros, il Danubio, che nasce nei Pirenei, fino al Nilo. Sebbene queste informazioni siano fornite da diversi geografi antichi, Basilio le adottò probabilmente da Aristotele.
Basilio sostiene che il mondo non è eterno, ma è stato creato. Basilio afferma che non è possibile che il Creatore coesista eternamente con la creazione a causa della loro natura fondamentalmente diversa (senza contare che, per Basilio, la materia non potrebbe essere in alcun modo uguale a Dio). 
Egli sostiene che la formulazione della Genesi che Dio "creò" è in contrapposizione a "lavorò" o "formò" e sta ad indicare un inizio assoluto. Commentando Genesi 1:2 e la questione se il mondo sia stato creato ex nihilo in contrapposizione a ex materia (da materia preesistente), egli difende la creazione ex nihilo. Inoltre, rifiuta la dottrina stoica dell'eterno ritorno, cioè della periodica conflagrazione (distruzione) e rinascita del cosmo. Tutti gli esseri creati sono stati pianificati in anticipo da Dio e sono necessari all'interno del Suo piano: la creazione si riflette e si traduce in ammirazione per il Creatore. Il cosmo stesso, quindi, è un segno dell'esistenza di Dio:
Basilio ha proposto molte analogie per il cosmo, che ha paragonato ad un anfiteatro in cui i partecipanti non sono semplici spettatori ma "compagni di lotta", nonché un campo di addestramento per le persone che cercano di conoscere Dio.

### Omelie 5, 7, 8, 9 (inizio) - Piante e animali
In queste omelie, Basilio affronta questioni teologiche riguardanti piante, uccelli, animali acquatici e terrestri. Anche in questo caso, egli diffonde una grande quantità di informazioni scientifiche per i suoi ascoltatori.
Le fonti includono diversi scritti antichi, la Naturalis historia di Plinio il Vecchio, ma soprattutto il De partibus animalium, la Historia animalium e il De generatione animalium di Aristotele.

### Omelia 6 - Astronomia e astrologia
(Gen 1,16 Gen 1,16, Genesi 1,14)
Questi pasi biblici ispirano a Basilio una serie di osservazioni legate all'astronomia, ai segni meteorologici, ai flussi e riflussi, alle dimensioni della Luna, ecc. Una fonte per i segni meteorologici può essere stata il poema didascalico Phainomena di Arato di Soli, ad esempio per "il tempo sereno dopo una bella falce di luna nel 3° giorno di luna crescente" (Phainomena, 780) o i "soli secondari" (Phainomena, 880). Tuttavia, Basilio non trattò l'argomento principale di questo scritto, che erano le costellazioni. Nella sua dettagliata (6,5-6,7) confutazione dell'astrologia, tuttavia, parlò dello zodiaco e di alcuni segni zodiacali.

## Metodo di interpretazione
Basilio conosceva la modalità di interpretazione allegorica dominante nella Scuola di Alessandria e la forma di interpretazione letterale dominante nella Scuola di Antiochia. Nel suo Esamerone si schiera per quest'ultima modalità. Ad esempio, scrisse: 
(De Beer (2015))
Basilio era anche in comunicazione con Diodoro di Tarso, noto polemista contro la scuola alessandrina, con il quale potrebbe aver scambiato idee sull'argomento. L'autore disse che le interpretazioni allegoriche sono prolisse, che si arricchiscono del significato del testo, e che spesso si oppongono alla lettura semplice o di buon senso del testo. Tuttavia, Basilio non si opponeva del tutto all'uso dell'allegoria: il suo problema principale era invece il livello estremo di interpretazione allegorica presente in autori come Origene. Un esempio di cui parlava riguardava l'affermazione di Genesi 1,2 secondo cui "le tenebre sono sugli abissi": Basilio disse che questo passo era diventato la fonte di molti miti, come l'idea che le "tenebre" a cui si fa riferimento rappresentassero una "potenza malvagia" o una "personificazione del male". Basilio associò anche queste forme di esegesi incontrollata a sette eretiche come i manichei, i marcioniti e i valentiniani.

## Ricezione
Grazie alla sua popolarità, fu tradotto in numerose lingue, tra cui il latino, l'armeno, il siriaco, il georgiano e l'arabo. In seguito fu tradotto anche in slavo ecclesiastico antico, a indicare il continuo interesse per l'opera per lunghi periodi di tempo. Deve essere esistita anche una traduzione in copto.
Il fratello di Basilio, Gregorio di Nissa, realizzò un proprio testo intitolato In Hexaemeron e lodò quello di Basilio definendolo ammirevole quanto i testi sacri di Mosè. Essendo il primo di una serie di opere cristiane nel genere della letteratura esamerale, il suo testo portò molti altri a imitarlo. Ad esempio, un altro suo contemporaneo, Ambrogio, produsse un'imitazione. Girolamo cita solo tre opere di Basilio: l'Esamerone, il De Spiritu Sancto e il Contra Eunomium. La traduzione latina ispirò sant'Agostino a produrre il proprio Esamerone e fu citata da Isidoro di Siviglia, dal Venerabile Beda e da Tommaso d'Aquino.

## Importanza e eredità
Ambrogio di Milano utilizzò le omelie, tradotte in latino alla fine del IV secolo d.C., nel suo Esamerone; ad esse fece ripetutamente riferimento anche in seguito per la ricchezza delle osservazioni di storia naturale.[10] Una traduzione in tedesco fu pubblicata nel 1925 nella collana Bibliothek der Kirchenväter.

## Edizioni e traduzioni
- (EN)  Clare Way, Agnes Clare. St. Basil: Exegetic Homilies, The Catholic University of America Press, 2003.
- (DE)  Emmanuel Amand de Mendieta (Hrsg.): Basilius Caesariensis: Homilien zum Hexaemeron (= Die griechischen christlichen Schriftsteller der ersten Jahrhunderte N.F. 2). De Gruyter, Berlin/Boston 1997, ISBN 978-3-11-180966-3.
- (DE)  Anton Stegmann: Die neun Homilien über das Hexaemeron (Sechstagewerk) in Bibliothek der Kirchenväter Band 47, München 1925.